# Klaus Büchner (Musiker)

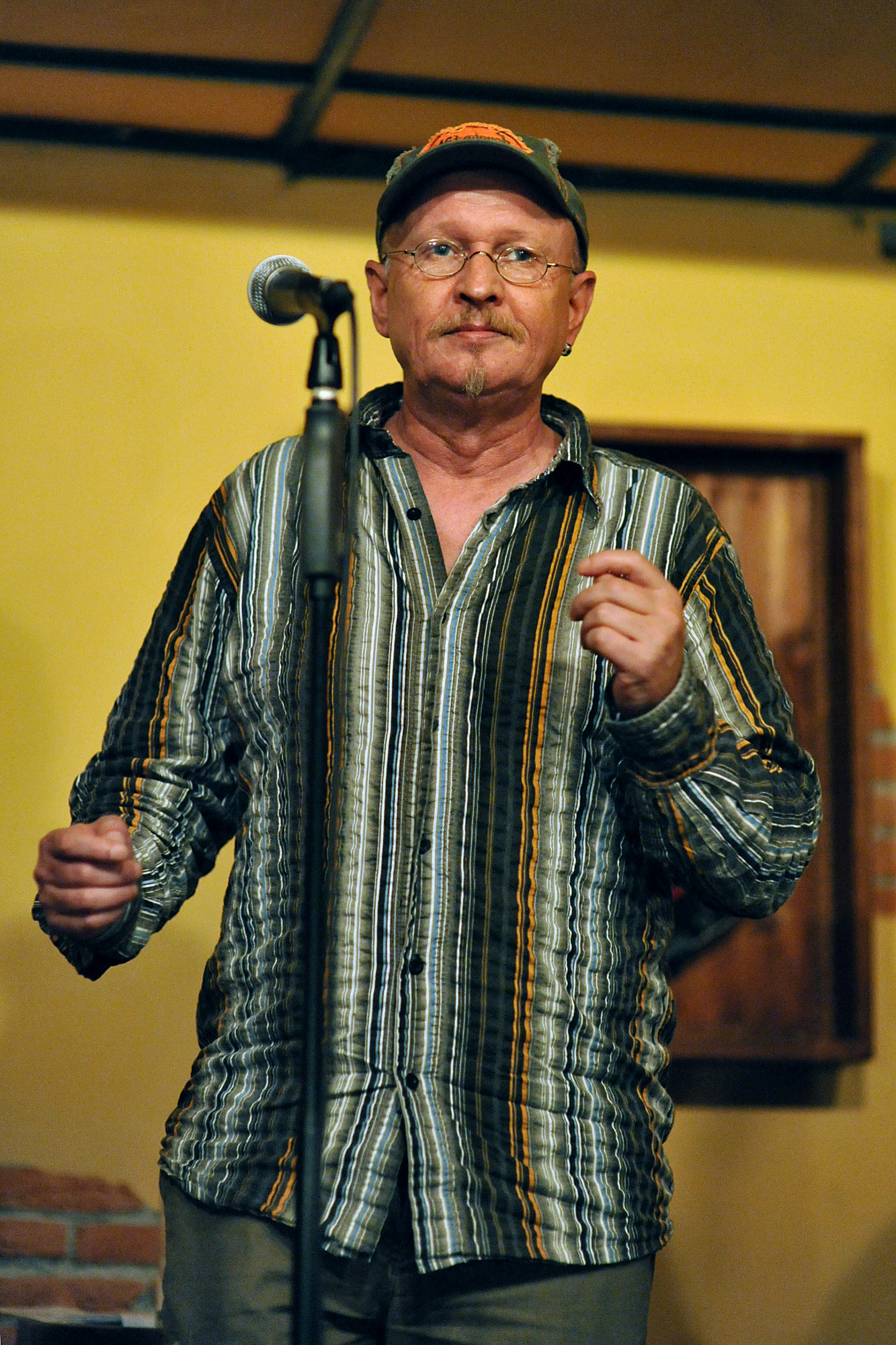
Klaus Büchner (2008)

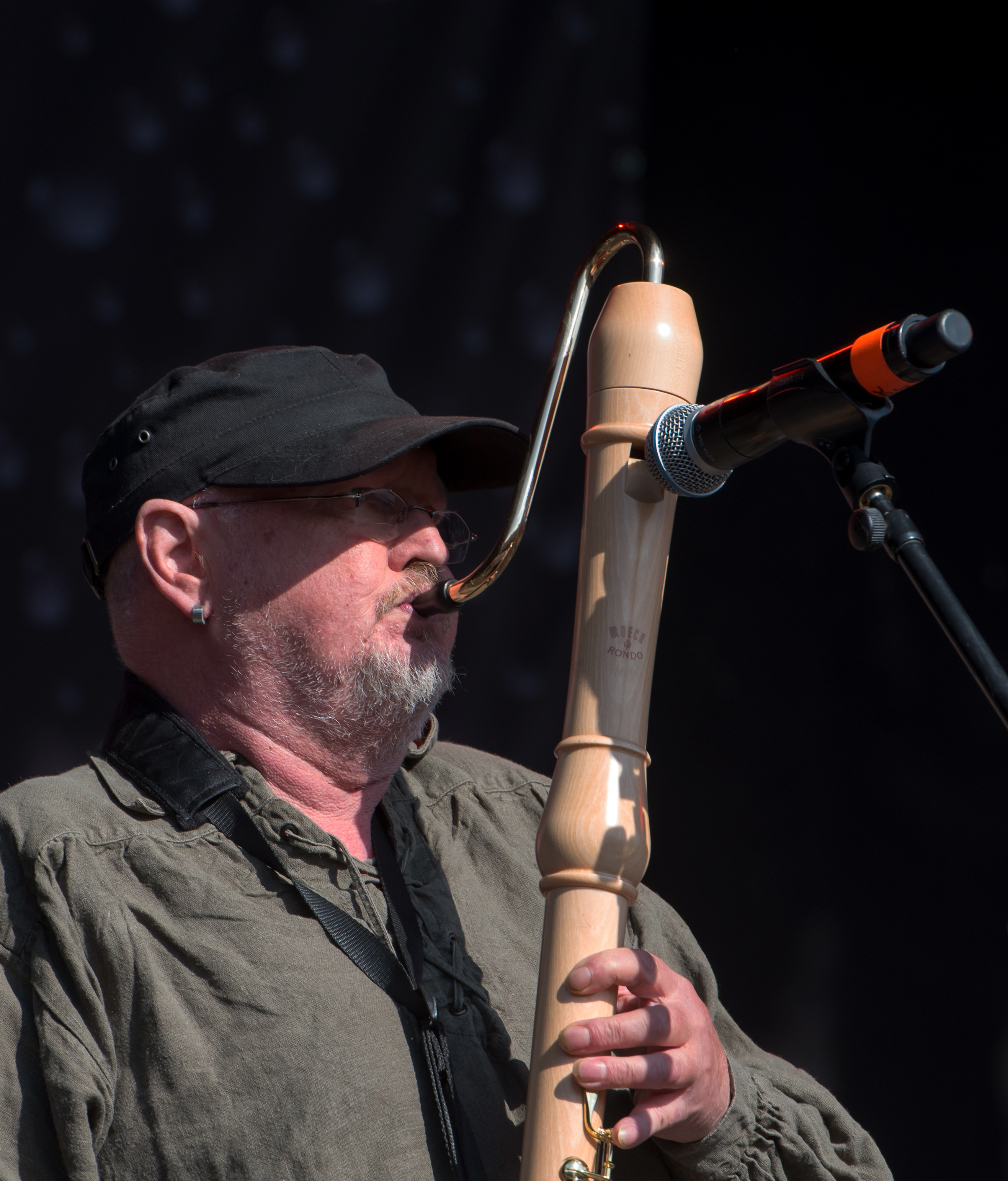
Klaus Büchner im August 2018

Klaus Büchner (* 26. März 1948 in Hamburg) ist ein deutscher Musiker, Buchautor und Synchronsprecher. Er wurde als Sänger und Flötist der Gruppe Torfrock und des Schlagerduos Klaus und Klaus sowie als Synchronsprecher der Werner-Filme bekannt.

## Leben und Karriere
Bereits 1965 gründete Büchner, der bereits als Schüler sang und Blockflöte lernte, seine erste Band. Seine Versuche, das Gitarrenspiel zu lernen, gab der Linkshänder auf. Er selbst spielt regelmäßig Mundharmonika und diverse Flöten; u. a. Bassblockflöte; darüber hinaus benutzt er gelegentlich bei Konzerten ein Tamburin und scheint auch einigermaßen das Keyboard zu beherrschen, zumal er für das Torfrock-Album Rockerkuddl eben jenes Instrument gemeinsam mit Raymond Voß und Jürgen Lugge – zwei weiteren passionierten Multiinstrumentalisten – einspielte. 1975 lernte er Raymond Voß kennen, mit dem er zunächst die Gruppe Basia gründete, danach im Jahr 1977 die Gruppe Torfrock. 1980 gründete er mit Klaus Baumgart das Schlagerduo Klaus und Klaus, das bis 1997 bestand. Die erste Single war Da steht ein Pferd auf’m Flur. Das bekannteste Stück aus dieser Zeit ist An der Nordseeküste (1985), dessen Melodie auf dem irischen Folksong The Wild Rover beruht.
Als Torfrock 1982 eine Schaffenspause machte, gründete Büchner mit Voß die Gruppe Hammaburg. Das Lied Rocker Onkel Harry (Original: C’mon Everybody von Eddie Cochran) wurde jedoch kein Erfolg. Ebenfalls 1982 unternahm Büchner einen Ausflug in den Bereich der neuen deutschen Welle (NDW) und veröffentlichte die Single Whas bin ich unter dem Pseudonym K.B.
Neben der Musik verfasste er Gedichte, die er teils bei Auftritten vortrug. Kurz vor seinem 70. Geburtstag brachte er einen Gedichtband heraus.
Büchner betätigte sich auch als Synchronsprecher in den Werner-Filmen, in denen er der Titelfigur seine Stimme lieh. Zu den Soundtracks steuerte Torfrock einige Lieder bei. Ferner spricht Büchner den Hasen Nulli in der Kinder-Zeichentrickreihe Nulli und Priesemut, für welche er auch das Freundschaftslied komponierte.
Kurzzeitig versuchte sich Büchner auch als Filmschauspieler: In Geld oder Leber mimte er 1986 einen singenden Kellner auf dem Wörthersee-Motorschiff Klagenfurt.
Bevor sich Büchner vollkommen der Musik widmete, war er als Bühnenarbeiter am Ernst-Deutsch-Theater in Hamburg tätig und war teils als Schauspieler sowie Theatermusiker beschäftigt. Er bezeichnete sich selbst als „Vagabund zwischen Schleswig-Holstein und Hamburg“. Später ließ sich Büchner, der über keinen Führerschein verfügt, in Frestedt nieder und wurde eigener Aussage nach „Stief-Dithmarscher“.

## Diskografie
Siehe auch Torfrock#Diskografie und Klaus & Klaus#Diskografie.

### Alben
- 1981: Klaus Büchner (der andere song)

### Singles
- 1981: Sie geht (der andere song)
- 1982: Whas bin ich (als K.B.)

## Werke (Literatur)
- Klaus Büchner: Hanebüchner – Meine Gedichte und Fotos. 1. Auflage. acabus, Hamburg 2018, ISBN 978-3-86282-580-6.
- Klaus Büchner: Hanebüchner II – Er dichtet wieder. 1. Auflage. acabus, Hamburg 2019, ISBN 978-3-86282-694-0.